# José Martínez Suárez
José Antonio Martínez Suárez (Villa Cañás, Santa Fe, 2 d'octubre de 1925-Buenos Aires, 17 d'agost de 2019) va ser un director de cinema i guionista argentí. Entre les seves pel·lícules destaquen El crack (1960) i Los muchachos de antes no usaban arsénico (1976).El seu taller d'ensenyament de cinema és de fama internacional, i en ell s'han realitzat més de 120 curtmetratges premiats en festivals de tot el món.
Des de 2008 era el president del Festival Internacional de Cinema de Mar del Plata. En 2002 li va ser lliurat el Premi Cóndor de Plata a la trajectòria per part de l'Asociación de Cronistas Cinematográficos de la Argentina, considerat com el màxim reconeixement de la indústria del cinema a l'Argentina.

## Biografia
En el 21è Festival Internacional de Cinema de Mar del Plata es va realitzar una mostra retrospectiva de la seva filmografia, exhibint-se El crack, Dar la cara, Los chantas, Los muchachos de antes no usaban arsénico i Noche sin lunas ni soles. El 2008 va ser designat president del Festival Internacional de Cinema de Mar del Plata.
Alguns professionals que han estat els seus alumnes són Lucrecia Martel (La Ciénaga, La niña santa); Leonardo Di Cesare (Buena vida-Delivery); Juan José Campanella (El secreto de sus ojos); Gustavo Taretto (Medianeras); Hans Garrino —guionista de Buena vida-Delivery—; entre d'altres.
Va estar casat per molts anys amb Marta Ofelia Urchipía amb la qual va tenir tres filles i vuit nets. Té dues germanes, les famoses bessones Mirtha Legrand i Silvia Legrand —Rosa María Juana Martínez i María Aurelia Paula Martínez, de 1927. El director i productor cinematogràfic Daniel Tinayre (1910-1994) va ser el seu cunyat.
En 2019 es va estrenar Soy lo que quise ser. Historia de un joven de 90, una pel·lícula documental sobre la seva vida dirigida per Betina Casanova i Mariana Scarone.
Va morir producte de complicacions derivades d'una pneumònia. Havia estat internat per la fractura del seu maluc.

## Filmografia

### Director
- Altos Hornos Zapla (curtmetratge) (1959)
- El crack (1960)
- Dar la cara (1962)
- Viaje de una noche de verano (1965)
- Los chantas (1975)
- Los muchachos de antes no usaban arsénico (1976)
- Noches sin lunas ni soles (1984)

### Guionista
- El crack (1960)
- Dar la cara (1962)
- Cómo seducir a una mujer (1967)
- La Mary (1974)
- Los chantas (1975)
- Los muchachos de antes no usaban arsénico (1976)
- Noches sin lunas ni soles (1984)

### Productor
- Eloy (1969)
- Rosarigasinos (2001)

### Assistent de direcció
- Un hombre solo no vale nada (1949)
- Un pecado por mes (1949)
- Miguitas en la cama (1949)
- Valentina (1950)
- Cinco locos en la pista (1950)
- Abuso de confianza (1950)
- Martín Pescador (1951)
- El complejo de Felipe (1951)
- Mi noche triste (1952)
- Deshonra (1952)
- Caballito criollo (1953)
- Tren internacional (1954)
- Ayer fue primavera (1955)
- Codicia (1955)
- El protegido (1956)
- Alfonsina (1957)
- La bestia humana (1957)

### Actor
- Valentina (1950)
- Nadie Inquietó Más - Narciso Ibáñez Menta (2009, com ell mateix)
- Cine de pueblo, una historia itinerante (2015)